# قياس أقرن

اختيار خيار واحد

القياس الأقرن أو المعضلة أو الحَيرة أو الخِيار المُشكل أو الخيار المُحيِّر أو الإحراج أو الدِّلما (باليونانية: δί-λημμα)‏ (نقحرة: ديليما) (بالإنجليزية: Dilemma)‏ هو مصطلح من مجال البلاغة والمنطق، يتعلق هذا المصطلح لوضع فيه امكانيتان سيئتان بنفس الدرجة والذي يجب الاختيار بينهما. انتشر استعمال هذا المصطلح بين الناس وهو يستخدم في مشاكل يصعب الاختيار بين الحلول لها. الديليما تصنع وضعا من التردد بين الإنسان ونفسه وهو في الغالب صعب جدا للحل، الديليما الأشهر تظهر جليا في هاملت.

## تعريف
القياس الأقرن، ويقال له ذو الحدين وذو الفرضين (والديليميا والذيليميا أيضا)، هو برهان ذو حدين يكره الخصم على اختيار أحد من بديلين كلاهما في غير مصلحته.